# Dyffryn Clydach
Dyffryn Clydach är en community i Storbritannien.   Den ligger i kommunen Neath Port Talbot och riksdelen Wales, i den södra delen av landet, 260 km väster om huvudstaden London.
Orten Dyffryn Clydach är endast en liten kyrkby, men i södra delen av communityn ligger Neath Abbey, en förort till staden Neath. I Neath Abbey finns en stor klosterruin.